# Бернштейн, Герман
Ге́рман Бернште́йн (англ. Herman Bernstein; 21 сентября 1876; Владиславов, Российская империя — 31 августа 1935, Шеффилд, Массачусетс, США) — американский журналист, переводчик, писатель

 и дипломат.

## Биография
Родился в еврейской семье в приграничном уездном городе Владиславов на устье реки Ширвинты Сувалкской губернии (во времена прусского владения не разделённый ещё границей на две части городок назывался Нейштадт-Ширвинты). Его дядя З. Х. Бернштейн был основателем первой газеты на идише в США — «Идише Пост» (1870). В 1893 году эмигрировал в Америку и поселился в Чикаго. В 1901 женился на Софи Фридман. Занимался журналистской и переводческой деятельностью, переводя с русского на английский.
Сотрудничал с газетами и журналами New York Evening Post, The Nation, The Independent и Ainslee’s Magazine. Как специальный корреспондент New York Times, Бернштейн ездил в Европу в 1908, 1909, 1911 и 1912 годах. В 1913—1916 годах издавал газету на идише «Дер Тог» («День»).
В 1917—1919 годах освещал события гражданской войны в России. В 1919 году освещал работу Парижской мирной конференции.

Из показаний агента ГПУ Павловского (Якшина) следует, что в 1920-х годах Бернштейн сотрудничал с ГПУ и Коминтерном: 
Очень большую помощь оказывал некий Герман Бернштейн родом из Могилева, помещая пересылаемые ему материалы, сведения, документы, статьи и заметки в корреспондируемые им газеты… Ему обычно поручалось проведение газетной кампании по Америке, где он имел наибольшие связи, в пользу подготовки общественного мнения к признанию Советов и дискредитированию эмигрантов и антисоветских общественных деятелей… Бернштейн получал фальсифицированные материалы, отлично знал, что они подделаны в ГПУ, так как с ним по этому поводу всегда велись предварительные переговоры и он давал советы по поводу редакции данных статей. Из этого документа видно, какие огромные гонорары получал Бернштейн (17 000 зол. руб.).
В 1924—1926 годах издавал The Jewish Tribune. Поддерживал Герберта Гувера на президентских выборах 1928 года. В 1930 году Гувер назначил его американским посланником в Албании. На этом посту он оставался до 1933 года. Умер году в 1935 в Шеффилде, штат Массачусетс.
Внуки Германа Бернштейна: Дэниел Эльфман и Ричард Эльфман.

## Переводы
- The forged coupon and other stories, by Count Leo Tolstoy.
- The Man Who Was Afraid — Перевод «Фомы Гордеева» Горького.
- The Crushed Flower and Other Stories — «Цветок под ногой» и другие рассказы Леонида Андреева
- The Rendezvous (1907) — перевод «Встречи» Тургенева.
- Seven Who Were Hanged — перевод «Рассказа о семи повешенных» Леонида Андреева
- The Willy-Nicky correspondence, being the secret and intimate telegrams exchanged between the Kaiser and the Tsar. With a foreword by Theodor Roosevelt (1918) — Предположительно секретные телеграммы между Николаем II и Вильгельмом II 1904—1907 годов. По утверждению Бернштейна, телеграммы он получил с помощью «выдающихся историков революции» Бурцева, Щёголева и Тарле.

## Сочинения
- The Flight of Time (1899) — сборник стихов
- In the Gates of Israel (1902) — сборник рассказов из еврейской жизни
- Contrite Hearts (1905) — роман
- The History of a Lie. The Protocols of the Wise Men of Zion (1921) — «История лжи. Протоколы сионских мудрецов»
- Celebrities of Our Time (1924) — интервью с Толстым, Витте, Мечниковым, Максимом Ковалевским, Леонидом Андреевым, Шейх-аль Исламом, Максимилианом Харденом, взятые Бернштейном.
- With Master Minds — сборник интервью, взятых Бернштейном.
- The Road to Peace (1926) — сборник интервью, взятых Бернштейном.
- The Truth about the Protocols of Zion (1935) — Правда о протоколах сионских мудрецов. Расширенное издание книги 1921 года.